# Short circuit
Short Circuit es un álbum conceptual del grupo japonés de producción de música electrónica, I've Sound publicado el 27 de noviembre de 2003. Se trata del primer volumen de la serie de Short Circuit, enfocada totalmente en canciones "Denpa". Este álbum contiene muchas canciones utilizadas en videojuegos para adultos, algunas otras son versiones diferentes e incluye algunas canciones nuevas. KOTOKO y Kaori Utatsuki suelen ser las que cantan la mayoría de las canciones en esta serie, aunque en este caso nos encontramos con un trío formado entre KOTOKO, AKI y Rimikka.

## Canciones
1. KOTOKO: Change my style (Canción de apertura de Kossute honey!)
Composición: KOTOKO
Arreglos: Kazuya Takase
2. KOTOKO y Kaori Utatsuki: Ren ai CHU! (恋愛CHU!) (Canción original de Ren'ai Chu! Kanojo no himitsu wa otoko no ko?)
Letra: KOTOKO
Composición: Tomoyuki Nakazawa
3. Kaori Utatsuki: Kienai omoi (消えない想い) (Canción original de Kinyobi wa koneko the kitten of friday)
Letra: Yuki Matsuda
Composición: Maiko Iuchi
Arreglos: Maiko Iuchi y Kazuya Takase
4. KOTOKO: Sakuranbo Kiss ~Bakuhatsu da mo~n~ (さくらんぼキッス〜爆発だも〜ん〜) (Canción original de Colorful kiss)
Letra: KOTOKO
Composición: CG Mix
5. Kaori Utatsuki: Lemonade (Canción original del álbum)
Letra: KOTOKO
Composición: Kazuya Takase
6. KOTOKO, AKI Y Rimikka: You're my treasure (Canción de cierre de Spot Light: Yokubō to Senbō no Hazama)
Letra: KOTOKO
Composición: Kazuya Takase
7. Kaori Utatsuki: Senecio album mix 
Letra: KOTOKO
Composición: Tomoyuki Nakazawa
Arreglos: Atsuhiko Nakatsubo
8. KOTOKO: Achachi na natsu no monogatari (あちちな夏の物語り) (Canción de apertura de Ripple: Blue Seal e Yōkoso OP)
Letra: KOTOKO
Composición: Kazuya Takase
9. KOTOKO: Magical sweetie (Canción de cierre de Ohimesama-dakko: Tenshi ni Oshioki)
Letra: KOTOKO
Composición: Kazuya Takase
Arreglos: Tomoyuki Nakazawa
10. KOTOKO: Cream+Mint (Canción de apertura de Ohimesama-dakko: Tenshi ni Oshioki)
Letra: KOTOKO
Composición: CG Mix
11. Kaori Utatsuki: Pure Heart ~Sekai de ichiban anata ga suki~ (Pure Heart〜世界で一番アナタが好き〜) -Remix-
Letra: KOTOKO
Composición: Kazuya Takase
Arreglos: Tomoyuki Nakazawa
12. KOTOKO: Omoide wa Kaze no Naka de... (想い出は風の中で…) (Canción de cierre de Gimai: Haitoku no Chigiri ED)
Letra: KOTOKO
Composición: Kazuya Takase
Arreglos: Atsuhiko Nakatsubo
13. KOTOKO: Short circuit (Canción original del álbum)
Letra: KOTOKO
Composición: Kazuya Takase

- Datos: Q7501753